# Сад Шахзаде
Сад Шахзаде (перс. باغ شازده ماهان Bāgh-e Shāzdeh Mahan, «Сад Шаха в Махані») — історичний перський сад, розташований на околицях міста Махан (на відстані 6 км) Керманської провінції, Іран.

## Архітектура
Сад займає площу 5,5 га (приблизно 407 м вдовжину і 122 м вширину), побудований у прямокутній формі, обгороджений стіною і складається з декількох терас із басейнами та павільйонами. Ззовні Сад Шахзаде оточений пустелею. Сад Шахзаде складається із вхідної споруди та воріт у нижньому кінці і двоповерхової житлової споруди у верхньому кінці. Відстань між цими двома будівлями з’єднана фонтанами. Центральний водостік з фонтанами веде до палацу, які спроєктовані з використанням природного схилу ґрунту. У саду є кілька павільйонів і центральний водоканал. Спочатку існувала будівля, що вела до павільйонів, яка вже давно зруйнована. Зараз основна будівля частково перетворена на ресторан. Сад Шахзаде — прекрасний взірець перських садів, які використовують переваги відповідного природного клімату і нахилу землі (приблизно 6,4%).
Окрім основного житлового палацу, на вході до Саду Шахзаде також розташовується двоповерхова будівля, другий поверх якої використовувався як житлові приміщення та для прийому гостей. Інші менші підсобні приміщення розташовані по сторонах саду. Кілька бічних входів цих будівель також з’єднують Сад Шахзаде ззовні.

## Історія

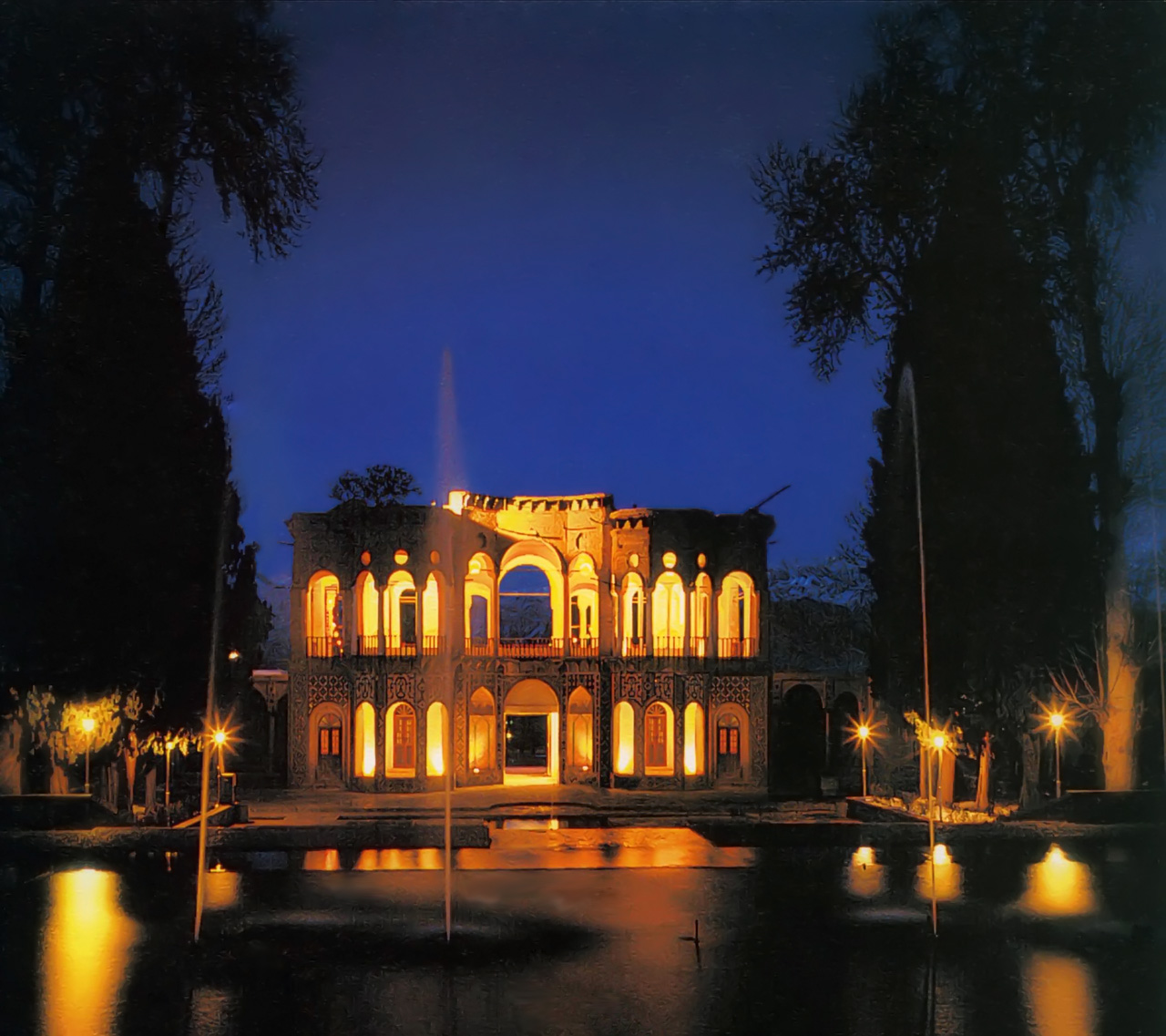
Сад Шахзаде вночі

Сад був побудований для Мухаммеда Хасана Хана Сардарі Іравані близько 1850 року і був повністю перероблений і розширений близько 1870 року Абдольхамідом Мірза Насеродоллех під час одинадцяти років правління династії Каджари. Нинішня видима структура саду майже повністю відноситься до цього другого періоду і формально пов'язана з подібними садами, розробленими Насеро Доллех у Тегерані. Будівництво залишилося незавершеним через смерть Абдольхаміда Мірзи на початку 1890-х років. Подейкують, що, почувши звістку про смерть губернатора, муляри негайно відмовилися від своєї роботи, і як результат — біля головного входу все ще можна побачити деякі незакінчені ділянки. Місце розташування Саду Шахзаде було обрано стратегічно, оскільки воно було розташоване на шляху між Арг-е Бамом та Керманом. Павільйон палацу в центрі саду служив літньою резиденцією шаха.
У 1991 році приміщення палацу було повністю реставровано з нагоди поминального святкування на честь Каджу Кермані. В результаті землетрусу в Кермані 2004 року Сад Шахзаде зазнав шкоди. У 2005 році експерти Науково-дослідницького центру історичних пам'яток та споруд підготували документи для реєстрації Саду Шахзаде й інших садів до Списку Світової спадщини ЮНЕСКО. Сад Шахзаде був остаточно внесений до списку в червні 2011 року.

## Галерея

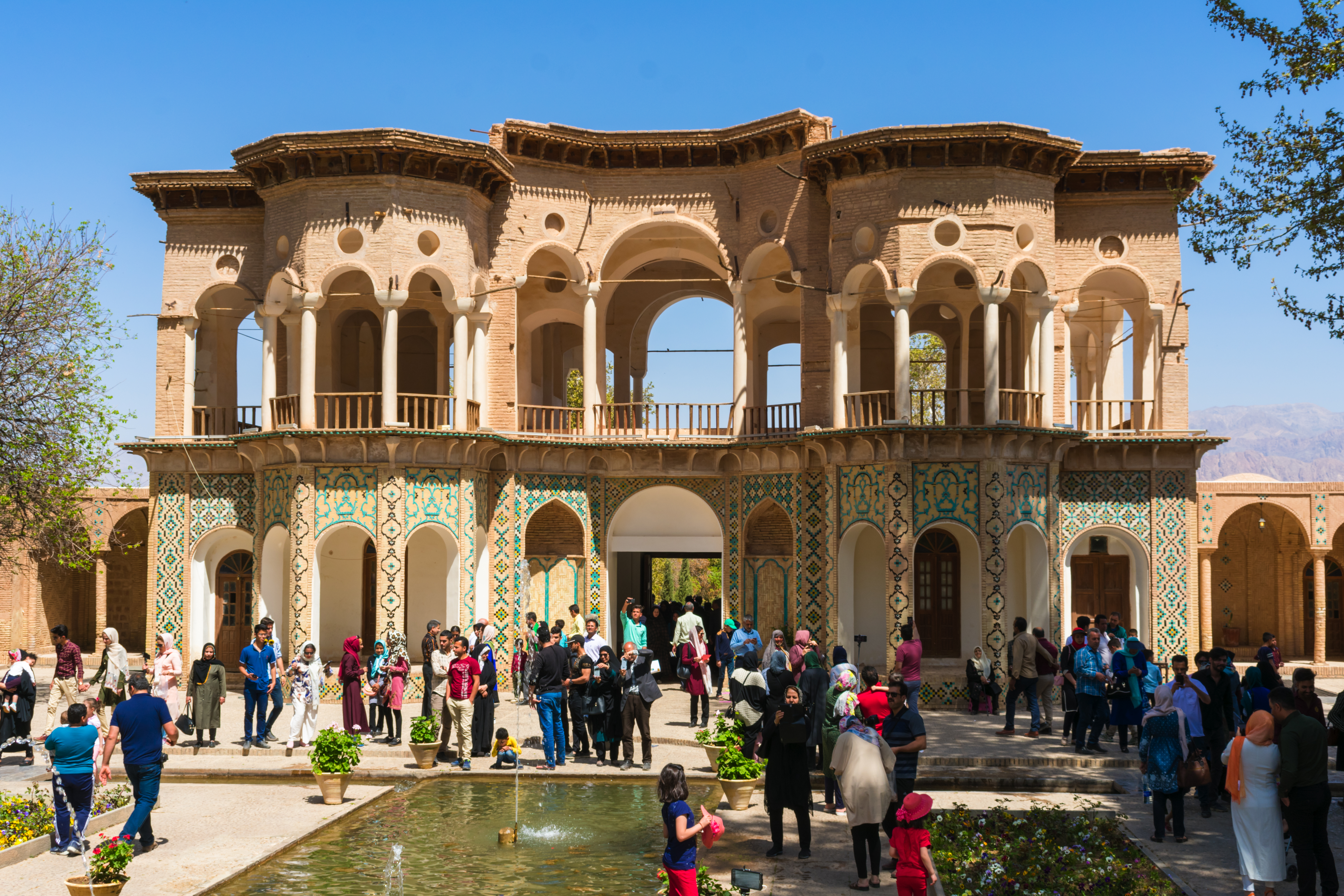
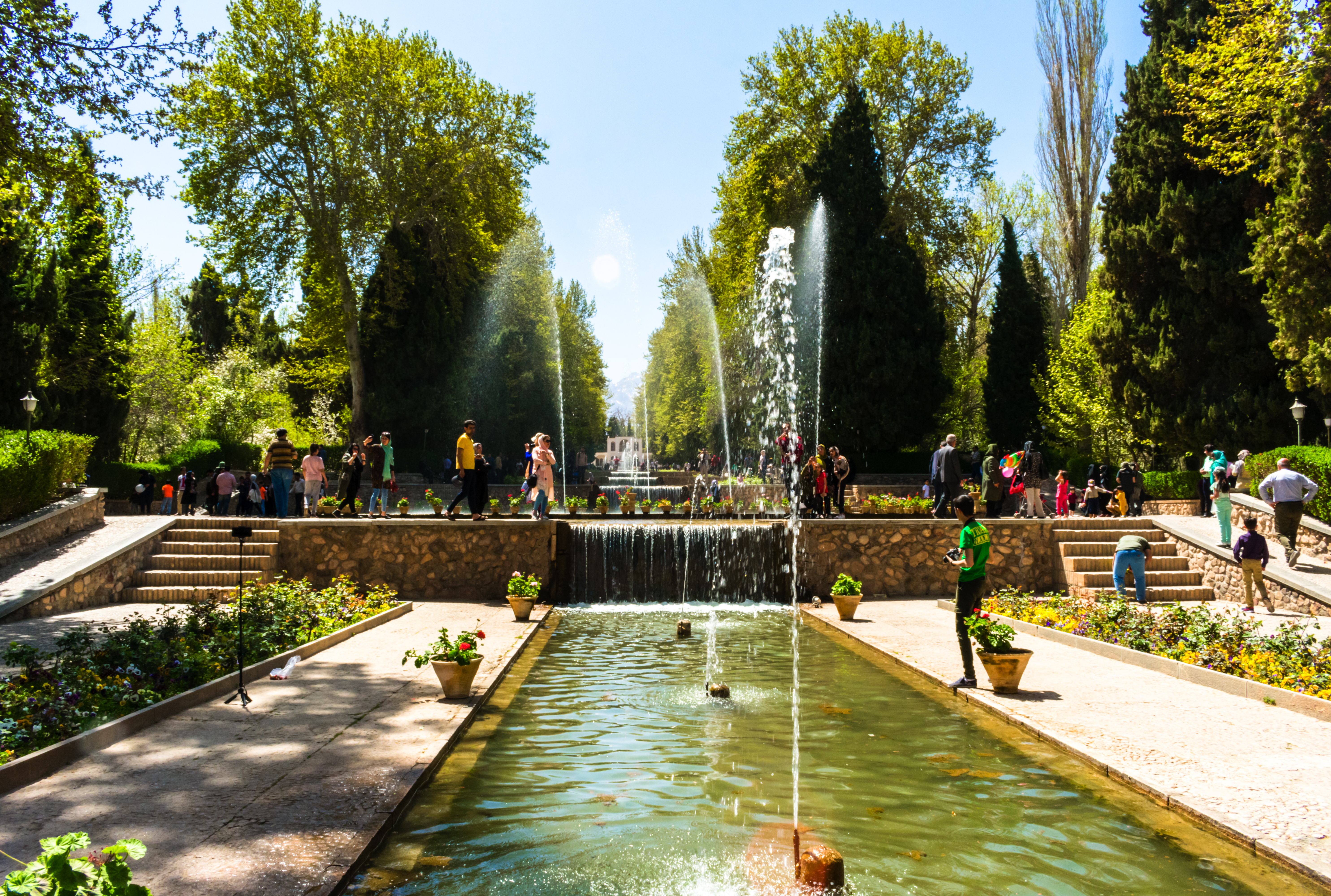
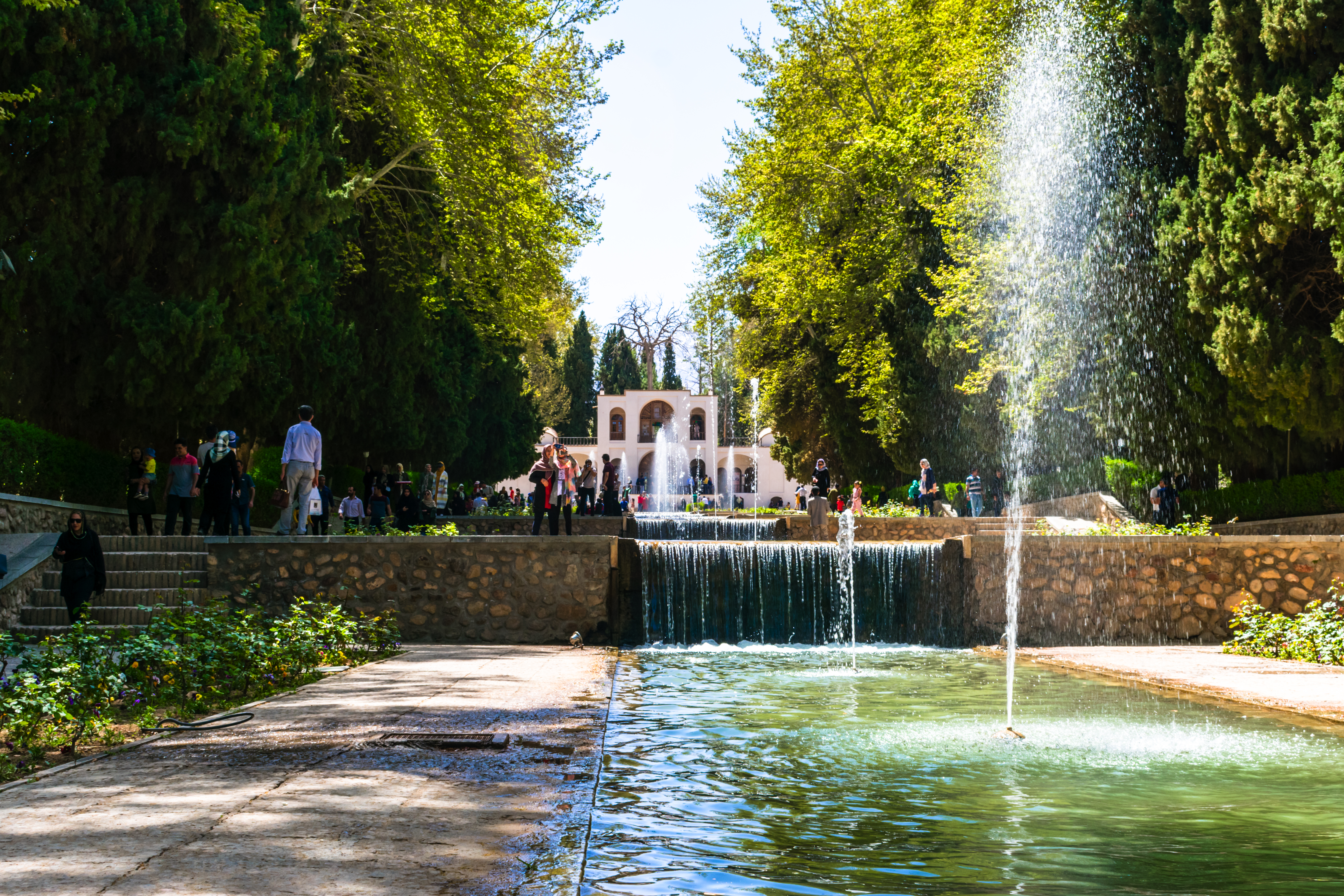
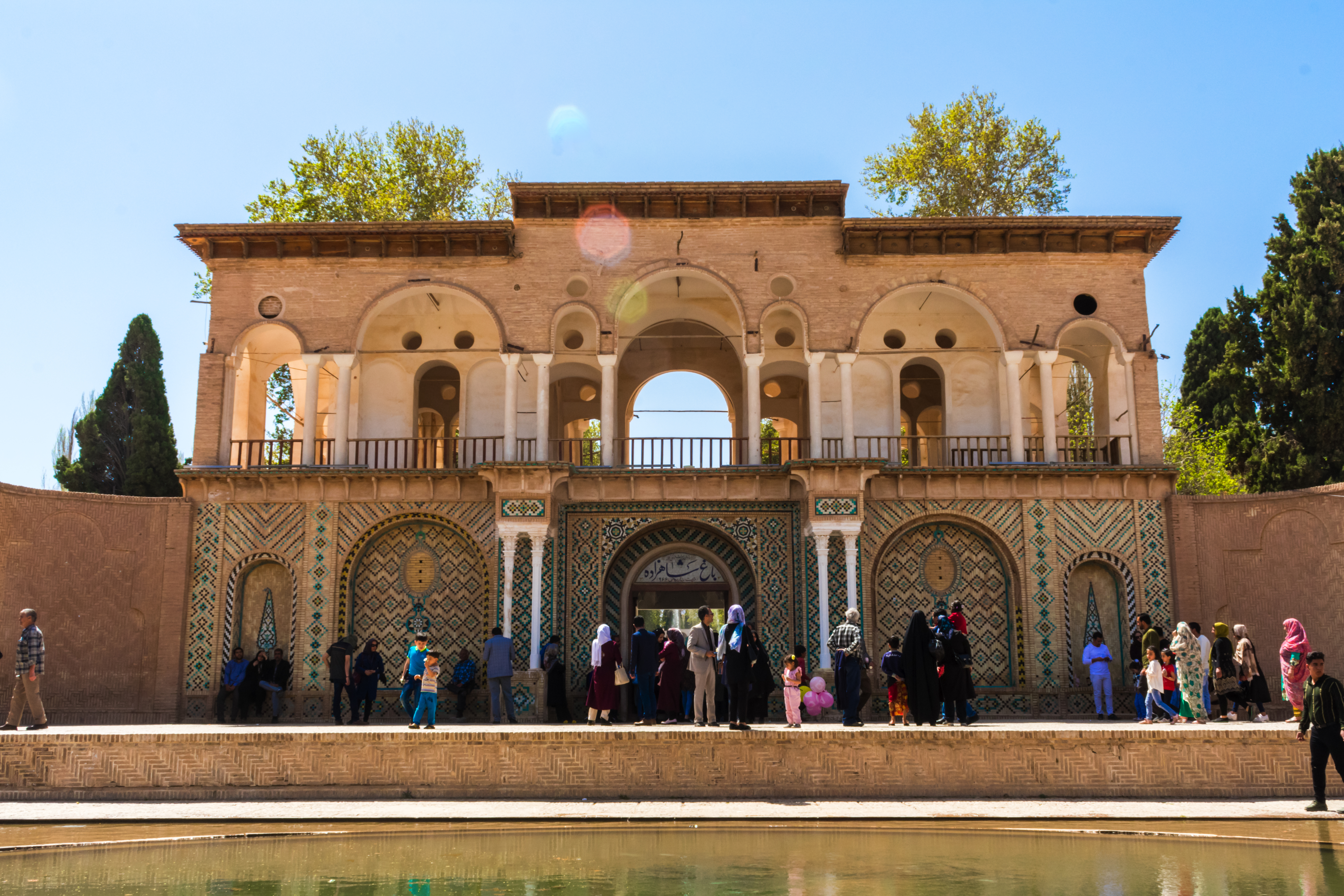
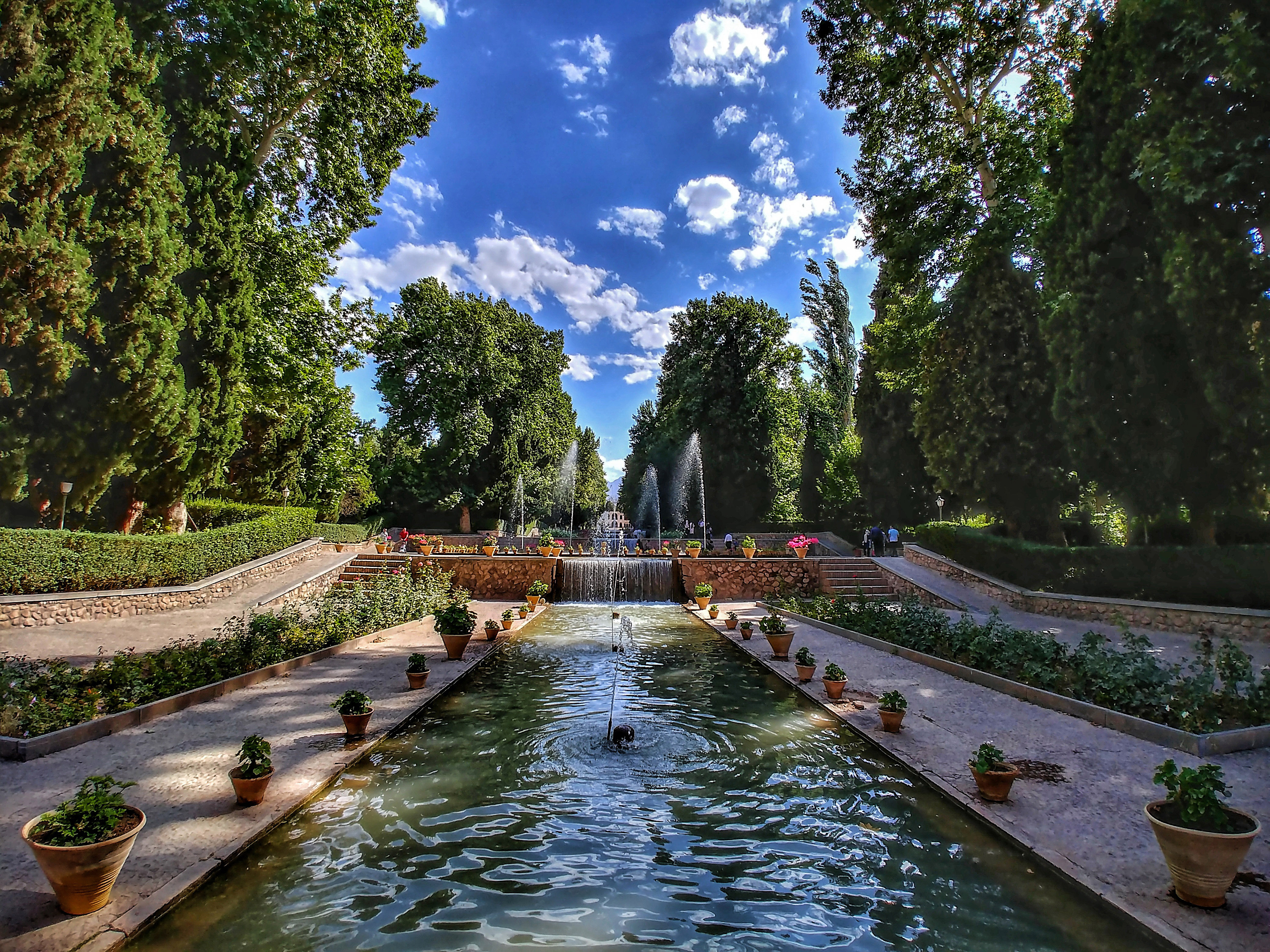